# Меріон (округ, Міссісіпі)
Шаблон:StateAbbr_ 31°14′ пн. ш. 89°49′ зх. д. / 31.23° пн. ш. 89.82° зх. д.
Округ  Меріон (англ. Marion County) — округ (графство) у штаті Міссісіпі, США. Ідентифікатор округу 28091.

## Історія
Округ утворений 1811 року.

## Демографія
За даними перепису 
2000 року 
загальне населення округу становило 25595 осіб, зокрема міського населення було 7833, а сільського — 17762.
Серед мешканців округу чоловіків було 12379, а жінок — 13216. В окрузі було 9336 домогосподарств, 6882 родин, які мешкали в 10395 будинках.
Середній розмір родини становив 3,13.
Віковий розподіл населення поданий у таблиці:
| Стать    | До 15 років | 15-21 | 22-29 | 30-39 | 40-49 | 50-65 | 65-85 | Понад 85 |
| -------- | ----------- | ----- | ----- | ----- | ----- | ----- | ----- | -------- |
| Чоловіки | 3022        | 1410  | 1349  | 1634  | 1782  | 1801  | 1248  | 133      |
| Жінки    | 2737        | 1379  | 1293  | 1772  | 1825  | 1941  | 1905  | 364      |

## Суміжні округи
- Джефферсон-Девіс — північ
- Ламар — схід
- Перл-Рівер — південний схід
- Вашингтон, Луїзіана — південь
- Волтголл — захід
- Лоуренс — північний захід

## Виноски
1. ↑  U.S. Decennial Census. United States Census Bureau. Архів оригіналу за 12 травня 2015. Процитовано 6 листопада 2014.
2. ↑  Historical Census Browser. University of Virginia Library. Архів оригіналу за 11 серпня 2012. Процитовано 6 листопада 2014.
3. ↑  Population of Counties by Decennial Census: 1900 to 1990. United States Census Bureau. Архів оригіналу за 28 грудня 2014. Процитовано 6 листопада 2014.
4. ↑  Census 2000 PHC-T-4. Ranking Tables for Counties: 1990 and 2000 (PDF). United States Census Bureau. Архів оригіналу (PDF) за 18 грудня 2014. Процитовано 6 листопада 2014.
5. ↑  State & County QuickFacts. United States Census Bureau. Архів оригіналу за 7 червня 2011. Процитовано 4 вересня 2013.(англ.) Наведено за англійською вікіпедією.
6. ↑  American FactFinder. Бюро перепису населення США. Архів оригіналу за 26 лютого 2012. Процитовано 31 січня 2008.

| США | Це незавершена стаття з географії США. Ви можете допомогти проєкту, виправивши або дописавши її. |